# Goerdeler-Kommission
Die Goerdeler-Kommission (offiziell: Kommission zur Verbesserung der steuerlichen Bedingungen für Investitionen und Arbeitsplätze) war eine im Jahr 1990 vom Bundesministerium der Finanzen eingesetzte Expertenkommission, die sich der Ausarbeitung einer Unternehmenssteuerreform annahm.

## Vorschläge
In ihrem Gutachten 1991 schlug sie grundsätzlich die Senkung des Körperschaft- (für einbehaltene Gewinne, die sogenannte Thesaurierung) und Einkommensteuer (Spitzensteuersatz auf 46 Prozent) vor. Außerdem empfahl sie die Abschaffung der Gewerbekapitalsteuer, die den vermögensbezogenen Teil der Gewerbesteuer darstellt, sowie die Aufhebung der Gewerbesteuerumlage, der Vermögensteuer und der Einheitsbewertung. Die Steuermesszahl der Gewerbesteuer sollte auf 2,5 Prozent (inklusive aller Zinsen) halbiert werden. Ferner sah die Kommission eine Koppelung der Hebesätze für die Gewerbesteuer und Grundsteuer vor. Andere Baustellen waren die Verbesserung der Altersvorsorge für Selbstständige, die Vermeidung der Doppelbesteuerung von Auslandsgewinnen und die Optimierung der Umwandlungssteuer. Zur Finanzierung hielt das Gutachten die Erweiterung der Bemessungsgrundlage und die Reduzierung des Grundsteueraufkommens um 20 Prozent für notwendig.

## Ergebnis und Nachwirken
Im Ergebnis waren die Vorschläge von der Politik nicht gewollt und schlecht umsetzbar.
Die Börsen-Zeitung schrieb 2006 dazu:

„Hätte sich die Politik nach den Empfehlungen dieser vom Bundesfinanzminister eingesetzten und nach ihrem Vorsitzenden genannten „Goerdeler-Kommission“ gerichtet: dem Bundesverfassungsgericht wäre manche Arbeit erspart geblieben, das Steuerrecht wäre einfacher und vor allem effizienter als heute, und es wäre wirtschafts- und damit investitionsfreundlicher.“

Die Steuermesszahl fiel erst durch die Unternehmensteuerreform 2008 auf 3,5 Prozent. Die Vermögenssteuer wird seit 1997 nicht mehr erhoben und die Gewerbekapitalsteuer wurde schließlich zum 1. Januar 1998 durch das Gesetz zur Fortsetzung der Unternehmensteuerreform vom 29. Oktober 1997 (BGBl I 2590) aufgehoben.

## Mitglieder
- Reinhard Goerdeler (Vorsitzender), Rechtsanwalt und Wirtschaftsprüfer, CEO von KPMG
- Wilfried Dann (stellv. Vorsitzender), Wirtschaftswissenschaftler und Steuerberater, Präsident der Bundessteuerberaterkammer
- Dieter Pohmer, Wirtschaftswissenschaftler, Wirtschaftsweiser